# Werris Creek
Werris Creek – miasto w Australii, w stanie Nowa Południowa Walia.